# Iffezheim
Iffezheim är en kommun och ort i Landkreis Rastatt i regionen Mittlerer Oberrhein i Regierungsbezirk Karlsruhe i förbundslandet Baden-Württemberg i Tyskland.
Kommunen ingår i kommunalförbundet Rastatt tillsammans med staden Rastatt och kommunerna Muggensturm, Ötigheim och Steinmauern.